# 生体群制御
生体群制御（せいたいぐんせいぎょ）は、水中生物を制御する技術。水に特殊な電気を流すことで水中生物に「触られた」と錯覚（電気触覚）させ、そのときに起こる逃避行動を利用して、水中生物を任意の場所に集める。この技術により、非接触、非侵襲で水中生物の誘導制御が可能となり、水揚げの省力化を始め、魚の安定供給が実現される可能性がある。

## 概要
水に特殊な電気を流すと水中生物は触られたように錯覚（電気触覚）し、逃避行動によって移動するが、これを応用し水中に存在する生体群を任意の場所に集めることができる。これが生体群制御の原理である。淡水、海水ともに応用でき、さらに制御を高度化することにより魚体に応じた分離制御が可能である。これにより、養殖生産工程の自動化、効率化を根本的に変化させる可能性を持っているほか、人間の水中作業では、危険作業を避けながら、分養や水揚げ作業の自動化・効率化、大小の魚を分ける選別などが可能となる。

### 原理
1、生体の体外から電気刺激を与えて、機械的刺激の感覚を魚に感じさせること（電気触覚）。
2、電圧、電流、周波数、デューティ比などの電気的パラメータと電極の材料や構造、配置などを最適化して生体に与える電気刺激を調整すること。
3、電気触覚の発生点（電極）を水中に多数設け、電気触覚の発生タイミングを任意に決めること。
以上の技術の組み合わせにより、魚の群れを任意の位置に誘導及び、固定する制御を実現した。魚類のほか、甲殻類、特に淡水エビで良好な結果を得た。それ以外にも、貝類、水中哺乳類などを含むほとんどの水中生体群を制御できると考えられている。

### 開発と応用
無人水上艇（USV）なども手がける炎重工の代表者である古澤洋将が、同社設立以前の2014年から研究に着手。 2015年の総務省異能vation採択により、研究費を獲得できたことで開発が本格化。開発のきっかけは、養殖網には、海藻などの付着物が付くために、換水をよくする目的で定期的な洗浄・交換が必要だが、こうした漁網のメンテナンスを不要にできないかと考えたことが発端である。電流で水中生物群を誘導し、任意の位置に閉じ込めることで漁網を不要にできるのではないかと考えた。要求仕様は、水産業で使え、「非接触」「非侵襲」「群制御」であった。先行事例としては、音や光を誘導方式とする鰹シャワー、集魚灯、イカ釣り水銀灯、イカ釣りの餌木、硫酸銅などを使った誘因性化学物質などがあった。
同技術は、生物学上の魚類に限らず、鯨、イルカ、オットセイ、アシカなどの哺乳類、ワニなどの爬虫類、カエルなどの両生類、クラゲ、イカ、タコ、エビ、藻類等の水中に生息するあらゆる生物に適用できる。また、貝類やサンゴなどさほど自由に移動しない生物の養殖において、それらを捕食しようとする水中の生物や、有害な病原菌などを有した生物を遠ざける防護柵としての機能も期待できる。
炎重工の、この魚群誘導技術（生体群制御）は、2015年の総務省異能vationに採択。2017年1月には、小型水槽「アクトリウム」（後述）を商品化。2018年には、総務省のICTイノベーション創出チャレンジプログラム（アイ・チャレンジ）に採択された。総務省の宇宙計画の一つに、衛星通信で世界中の養殖を管理する構想があることも採択を後押しした。同年7月には特許を取得。同社では陸上養殖分野を中心に実用化に向けた開発を進めているほか、海面養殖への応用も研究している。水揚げの省力化や給餌器との連動で食べ残しの削減などの実現の可能性のほか、古澤は水産以外にも地球温暖化対策への応用も考えている。

## 生体群制御付き水槽
2017年には、炎重工より世界初となる、魚の群れを誘導できる生体群制御付き水槽「アクトリウム」（Atrium）の販売が開始された。これは、エンターテインメント向け展示水槽で、一般的なアクアリウムの水槽と異なり、外部のシステムと連動させることで、音楽や照明、映像、他の展示、あるいは人の動きに合わせて魚を誘導することが可能である。同社独自の生体群制御技術により、魚に限らず多くの水中生物を群れごと誘導でき、2ボタン式で左右への誘導および解放が可能。時間経過とともに左右中心など自在に誘導できるほか、深度誘導も可能である。人感センサー方式で、人の動きを検知し魚群の誘導を可能とし、水族館、科学館、イベント会場などで使用できる商品である。

## ロボット養殖
ロボット養殖は、生体群制御を用いて、魚群の位置を自由に制御（誘導）する技術を利用した、養殖システムである。将来的には、生体群制御を用い、従来の網による養殖場（生簀）の代わりに、海に電極を設置することで、電気を用いた生簀が可能となり、網を使用せずに一帯の養殖池化が可能となる。更に同技術を応用し、養殖場と漁港を誘導路という形で接続することで、船舶を使用せずとも養殖場で育った成魚を漁港まで運ぶことが可能となり、養殖現場での水揚げ、魚の入れ替え、水槽や生簀の清掃、給餌、ワクチン接種、死骸の撤去などの作業の大幅な効率化を始め、担い手不足の解消、漁獲高の安定化などににより、人件費・原価の削減を推進し手頃な価格での魚の安定供給が実現されるほか、作業の自動化により、漁業への女性の参画なども可能となる。また、生体群制御は、移送作業を魚介類の体表面に触れず、非接触かつ非侵襲で行うことができるため、生体への攻撃性が低い技術である。